# Vallée de Josaphat
Pour les articles homonymes, voir Josaphat.
La vallée de Josaphat (ou de Jeoshaphat) est une vallée située à proximité de Jérusalem et du mont des Oliviers en Israël. L'endroit connu sous cette dénomination est une portion de la vallée du Cédron qui se trouve précisément entre le mont du Temple et le mont des Oliviers.

## Religions
Dans le judaïsme, cette vallée est mentionnée dans le livre de Joël comme la Vallée du Verdict (Yehoshaphat selon la traduction d'André Chouraqui).
Pour les chrétiens, elle est la vallée du Jugement dernier.

## Histoire
Pendant l'époque des croisades au XIIe et XIIIe siècles, la surveillance de la vallée a été confiée aux chevaliers de l'ordre du Temple.
Aux XVIIe et XVIIIe siècles, l'expression « Nous ne nous reverrons qu'à la vallée de Josaphat » laissait entendre qu'on se séparait pour ne plus se revoir, hormis dans l'au-delà ; la vallée de Josaphat étant le lieu « où le vulgaire pense que doit se faire le Jugement Universel », c'est-à-dire là où — pour certains catholiques — les morts devraient ressusciter au jour du jugement dernier.

## Iconographie

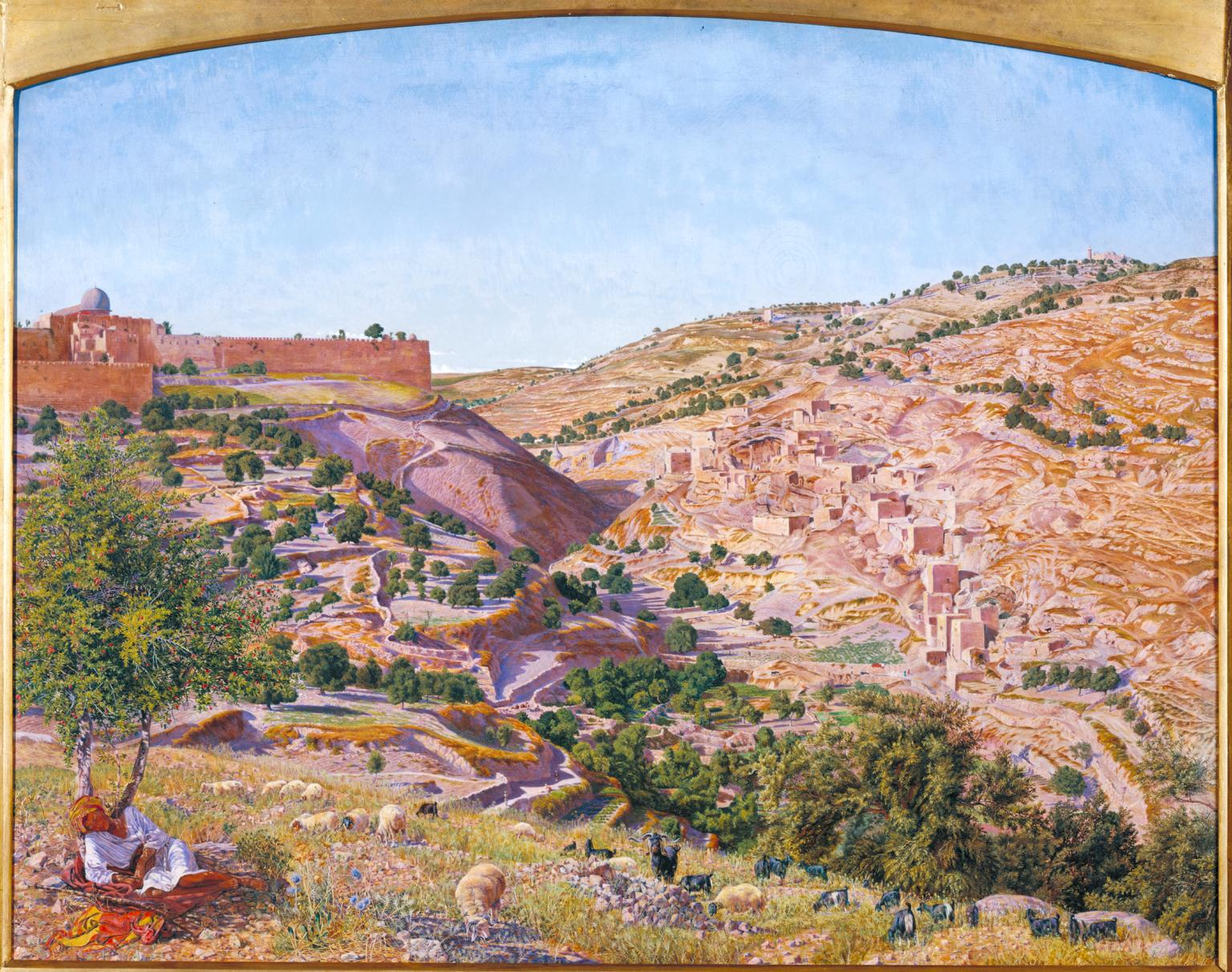
La vallée de Josaphat par le peintre Thomas Seddon, 1854.
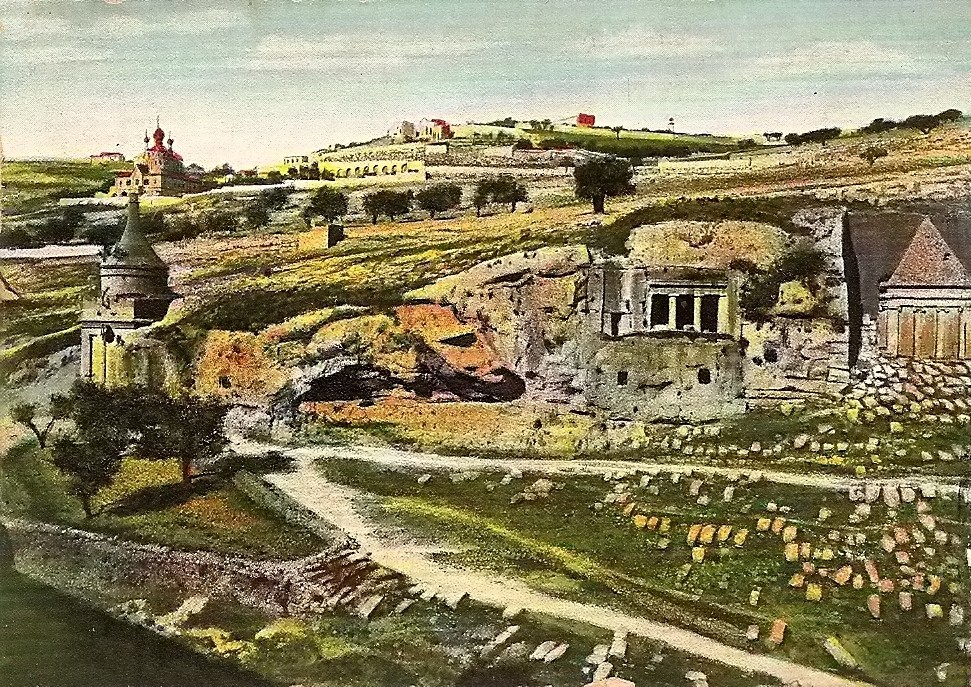
Carte postale ancienne de Fr. Vester.

## Sources
- Tanakh dans Joël (Livre des Douze Inspirés) et pour le christianisme dans l'Ancien Testament, les prophètes, Joël 3; 4 dans la traduction d'André Chouraqui: "(...) je grouperai toutes les nations, je les ferai descendre vers la vallée de Yehoshaphat, je viendrai là en jugement contre elles, pour mon peuple, ma possession, Israël qu'elles ont éparpillé parmi les nations, et ma terre qu'elles ont partagée". Dans la traduction pour la Bible chrétienne : "(...) Que les nations se réveillent, et qu'elles montent vers la vallée de Josaphat ! Car là je siégerai pour juger toutes les nations d'alentour.(...)".

## Dans la culture
Dans ses Destinées sur la poésie (Revue des Deux Mondes), Lamartine décrit son séjour à Jérusalem, alors ravagée par la peste. La vallée de Josaphat y est évoquée.
L'opéra Jérusalem, de Verdi, se clôt dans la vallée de Josaphat.